# MSG-1
O MSG-1, também conhecido por Meteosat 8, é um satélite meteorológico geoestacionário europeu construído pela Alcatel Space. Ele está localizado na posição orbital de 4 de longitude leste e é operado pela Agência Espacial Europeia (ESA) em conjunto com a EUMETSAT.

## Lançamento
O satélite foi lançado com sucesso ao espaço no dia 28 de agosto de 2002, às 22:45 UTC, por meio de um veículo Ariane-5G a partir do Centro Espacial de Kourou, na Guiana Francesa, juntamente com os satélites Atlantic Bird 1 e MFD. Ele tinha uma massa de lançamento de 2000 kg.